# Saint-Nazaire-les-Eymes
Saint-Nazaire-les-Eymes é uma comuna francesa na região administrativa de Auvérnia-Ródano-Alpes, no departamento de Isère.